# Lijst van burgemeesters van Bergharen
Dit is een lijst van burgemeesters van de voormalige Nederlandse gemeente Bergharen in de provincie Gelderland.

Op 1 januari 1984 is Bergharen opgegaan in de gemeente Wijchen.
| Ambtsperiode           | Naam burgemeester                                      | Partij of stroming | Bijzonderheden |
| ---------------------- | ------------------------------------------------------ | ------------------ | --- |
| Circe 1816             | P. Verheijen                                           |                    | |
| 1818 - 1847            | J.W.C.A. baron van Balveren                            |                    | |
| 1848 - 1853            | B.F.J.A. (Barthold) baron van Verschuer                |                    | In een deel van dezelfde periode tevens burgemeester van Horssen en Batenburg                                                            |
| 1853 - 1855            | jhr. Jules C.C. van Bommel                             |                    | tevens burgemeester van Horssen en Batenburg                                                                                             |
| 1855 - 1860            | Johannes J. Vermeulen                                  |                    | Tevens burgemeester van Horssen |
| 1861 - 1862            | Jhr. Mr. F.X.G.M. (Franciscus) van Nispen tot Sevenaer |                    | In dezelfde periode tevens burgemeester van Horssen.                                                                                     |
| 1862 - 6 februari 1871 | J.H. (Johannes H. (Jan Hendrik)) van Koolwijk          |                    | In (een deel van?) dezelfde periode tevens burgemeester van Horssen. Zijn broer, vader en grootvader waren allen burgemeester van Ewijk. |
| 1871 - 1876            | Jhr. P.F.Z. (Pieter) Bouwens                           |                    | Tevens burgemeester van Horssen (1871-1891)                                                                                              |
| 1876 - 1885            | J.C. (Jan Casper) Baar (1829-1885)                     |                    | |
| 1885 - 1909            | G.W. (Gerrit Willem) Gramser (1827-1909)               |                    | |
| 1909 - 1914            | Franciscus W. van Beek                                 |                    | |
| 1914 - 1934            | Gijsbertus M. Janssen                                  |                    | |
| 1934 - 1944            | J.J.C.M. (Jacques) Luske                               |                    | Tevens burgemeester van Horssen (1931-1944)                                                                                              |
| 1944 - 1944            | Hendrik Vooijs                                         |                    | |
| 1944 - 1946            | J. (Jacob) de Vries                                    |                    | Waarnemend. In dezelfde periode tevens waarnemend burgemeester van Horssen                                                               |
| 1946 - 1971            | Antoon van Elk                                         |                    | tevens burgemeester van Horssen |
| 1971 - 1978            | Mr. R.H.J. (Rob) van Schaik                            | KVP                | tevens burgemeester van Horssen, aansluitend burgemeester van Groenlo en daarna burgemeester van Waalwijk                                |
| 1978 - 1983            | L.J.C.H. (Lambertus) Teijssen                          |                    | waarnemend |